# Miostephos leamingtonensis
Miostephos leamingtonensis is een eenoogkreeftjessoort uit de familie van de Stephidae. De wetenschappelijke naam van de soort is voor het eerst geldig gepubliceerd in 1980 door Yeatman.